# Consistórios de Bento XV
O Papa Bento XV ( r . 1914-1922 ) criou 32 cardeais em cinco consistórios .

## 6 de dezembrode1915
O Papa Bento XV criou seis cardeais, cinco italianos e um austríaco, em um consistório em 6 de dezembro de 1915. Quatro haviam servido no corpo diplomático da Santa Sé . Gusmini foi o sucessor de Bento XVI como Arcebispo de Bolonha. A membresia do Colégio dos Cardeais, após este consistório, incluía 29 italianos e 32 não italianos.
1. Giulio Tonti (1844-1918)
2. Alfonso Mistrangelo, Sch. P. (1852-1930)
3. Giovanni Cagliero, S.D.B. (1838-1926)
4. Andreas Früwirth, O.P. (1845–1933)
5. Raffaele Scapinelli di Leguigno (1858–1933)
6. Giorgio Gusmini (1855-1921)

## 4 de dezembrode1916
Com a Europa em guerra em dezembro de 1916, Bento nomeou dez cardeais, sete italianos e três franceses. Todos os cardeais que compareceram vieram de uma aliança de guerra, nenhum de seus inimigos, Alemanha e Áustria-Hungria. O cardeal austríaco Andreas Frühwirth , que foi feito cardeal no consistório anterior, recebeu seu chapéu vermelho de Pius alguns dias antes. Em deferência às condições de guerra, Bento XVI criou Adolph Bertram como um cardeal in pectore , isto é, sem que seu nome fosse anunciado. A pátria polonesa de Bertram estava lutando ao lado da Alemanha e da Áustria-Hungria contra a Itália e seus aliados .
1. Pietro La Fontaine (1860-1935)
2. Vittorio Ranuzzi de 'Bianchi (1857-1927)
3. Donato Sbarretti (1856-1939)
4. Auguste-René-Marie Dubourg (1842-1921)
5. Louis-Ernest Dubois (1856-1929)
6. Tommaso Pio Boggiani, O.P. (1863-1942)
7. Alessio Ascalesi (1872–1952)
8. Louis-Joseph Maurin (1859-1936)
9. Niccolò Marini (1843-1923)
10. Oreste Giorgi (1856-1924)

### In Pectore
1. Adolf Bertram (1859-1945) criado em pectore , anunciado em 15 de dezembro de 1919[4]

## 15 de dezembrode1919
Bento XV criou seis cardeais em 15 de dezembro de 1919, três italianos, dois poloneses e um espanhol. Todos assistiram, exceto Juan Soldevilla y Romero, Arcebispo de Zaragoza, que recebeu seu chapéu vermelho do rei Alfonso XIII da Espanha em 25 de dezembro.  Bertram, criou um cardeal in pectore em 1916, participou deste consistório. No final deste consistório, o Colégio dos Cardeais tinha 63 membros, 32 italianos e 31 não italianos.
1. Filippo Camassei (1848-1921)
2. Augusto Silj (1846-1926)
3. Juan Soldevilla y Romero (1843–1923)
4. Teodoro Valfre di Bonzo (1853-1922)
5. Aleksander Kakowski (1862-1938)
6. Edmund Dalbor (1869-1926)

### RevelaçãoIn pecture
1. Adolf Bertram (1859-1945) em pectore 4 de dezembro de 1916

## 7 de marçode1921
Bento 15 acrescentou seis prelados ao Colégio em 7 de março de 1921, dois alemães, dois espanhóis, um americano e um italiano. Os nomes foram anunciados em 22 de fevereiro.
1. Francesco Ragonesi (1850–1931)
2. Michael von Faulhaber (1869 a 1952)
3. Dennis Joseph Dougherty (1865–1951)
4. Juan Benlloch i Vivó (1864-1926)
5. Francisco Vidal y Barraquer (1868 a 1943)
6. Karl Joseph Schulte (1871-1941)

## 13 de junhode1921
Bento XV nomeou três cardeais italianos em seu último consistório. Três outros cardeais participaram do mês de março anterior, tendo sido os primeiros a receber os chapéus vermelhos do rei da Espanha: Francesco Ragonesi, núncio papal na Espanha, e os bispos espanhóis Juan Benlloch i Vivó e Francisco Vidal y Barraquer. Os jornais italianos informaram que Bento XV disse aos três novos cardeais que "Nós lhes demos a túnica vermelha de um cardeal ... muito em breve, porém, um de vocês usará o manto branco".
1. Giovanni Tacci Porcelli (1863-1928)
2. Achille Ratti (1857–1939), Núncio Apostólico na Polônia - Eleito Papa Pio XI no Conclave de 1922
3. Camillo Laurenti (1861-1938)